# Tonique Williams-Darling
Tonique Williams-Darling (Nassau, 17 de janeiro de 1976) é uma velocista bahamense, campeã olímpica e mundial dos 400 m rasos.
Em 2004, ela começou a temporada em março ganhando uma medalha de bronze no Campeonato Mundial de Atletismo em Pista Coberta, disputado em Budapeste, na Hungria, fazendo sua melhor marca pessoal, 50s87. Em julho, ela quebrou uma sequência de 23 vitórias da mexicana campeã mundial Ana Guevara na Golden League, em Roma.
Em Atenas 2004, ela e Guevara enfrentaram-se novamente. Mostrando ter mais força de chegada numa disputa palmo a palmo com a mexicana, que treinou apenas em bases limitadas antes do Jogos por causa de contusões, ela derrotou Guevara e conquistou a primeira medalha de ouro individual para as Bahamas nos Jogos Olímpicos. Após os Jogos, ela ganhou também o jackpot da Golden League, dividindo o prêmio de US$1 milhão com o sueco Christian Olsson, campeão olímpico do salto triplo.
Depois de um ano brilhante em 2004, Tonique repetiu as vitórias em 2005, conquistando a medalha de ouro no Campeonato Mundial de Atletismo de Helsínque, na Finlândia, numa final cabeça-a-cabeça contra a favorita norte-americana Sanya Richards. Com essa vitória, também se tornou a única atleta bahamense campeã mundial individual de atletismo.
Ela não participou da temporada de 2007, devido a uma operação causada por uma lesão no tendão, nem da temporada seguinte, ausentando-se de Pequim 2008.
Atualmente, trabalha como porta-voz, relações-públicas e técnica do atletismo de seu país, na BAA (Bahamas Association of Athletic Associations). Pelos serviços esportivos prestados ao país, o governo das Bahamas a homenageou batizando uma estrada com seu nome, Tonique Williams-Darling Highway.